# Mårten Sondén
Carl Mårten Sondén, född 10 mars 1846 i Linköping, död 20 maj 1913 i Stockholm, var en svensk läkare, professor, grafiker och samlare. 

## Biografi
Sondén blev 1863 student och 1869 medicine kandidat vid Uppsala universitet, 1873 medicine licentiat vid Karolinska institutet och 1874 medicine doktor vid Uppsala universitet på avhandlingen Anteckningar om ruptura perincei. Åren 1875–1878 var han t.f. ombudsman och fiskal i Sundhetskollegium, 1878–1881 distriktsläkare och t.f. sundhetsinspektör i Stockholm, 1881–1896 biträdande lärare och sedan 1896 professor vid barnmorskeundervisningsanstalten i Stockholm. 
Sondén, som 1874 blev ledamot av Svenska läkaresällskapet, var 1880–1895 dess sekreterare efter att redan 1878–1879 ha skött dennes syssla. Han lämnade en mängd bidrag till Hygiea samt Svenska läkarsällskapets och Uppsala läkarförenings "Förhandlingar". 
Sondén ägnade sig även med stort intresse åt botaniken och företog flera botaniska studieresor samt ägde ett omfångsrikt herbarium, vilket han kort före sin död skänkte till Naturhistoriska riksmuseum. 
Han var även en betydande samlare och kännare av grafisk konst och verkade under många år som ordförande i Föreningen för grafisk konst, till vars stiftande 1887 han kraftigt bidrog. Hans samling av svenska gravyrer och svenska porträtt var den största i Sverige. Några mecenater inköptes samlingen, som omfattade över 50 000 blad, några veckor före Sondéns bortgång för 70 000 kronor och fördelade den mellan Kungliga biblioteket, Nationalmuseum och universitetsbiblioteket i Uppsala. Som utövande grafiker är han representerad vid Nationalmuseum med en grotesk gubbfigur av som han utförde 1889. 
Mårten Sondén var son till domprosten Anders Fredrik Sondén och Karolina Cecilia Kalén och från 1874 gift med Hedda Sofia Matilda Sjöstedt samt bror till Per och Klas Sondén. Makarna Sondén är begravna på Solna kyrkogård.